# Casamance (folyó)
Casamance egy folyó Nyugat-Afrikában, Szenegálban.
A folyó mintegy 320 km hosszú. Forrása Szenegál délkeleti részén, a Fouta Djallon hegység előterében található,
nyugat felé keresztül folyik a Gambia és Bissau-Guinea között elhelyezkedő Casamance régión, végül az Atlanti-óceánba ömlik.
Torkolata egy kiterjedt mangrovemocsár része, ahol sós és édesvíz keveredik. Alsó szakasza 130 km hajózható.
Fontosabb partmenti városok: Ziguinchor, Goudomp, Sediou, Diattakounda, Tanae és Kolda.